# Great Yarmouth (district)
Great Yarmouth is een Engels district in het shire-graafschap (non-metropolitan county OF county) Norfolk en telt 99.000 inwoners. De oppervlakte bedraagt 174 km². De hoofdplaats is het gelijknamige Great Yarmouth.
Van de bevolking is 19,6% ouder dan 65 jaar. De werkloosheid bedraagt 5,3% van de beroepsbevolking (cijfers volkstelling 2001).

## Plaatsen in district Great Yarmouth
- Gorleston-on-Sea
- Great Yarmouth

## Civil parishesin district Great Yarmouth
Ashby with Oby, Belton with Browston, Bradwell, Burgh Castle, Caister-on-Sea, Filby, Fleggburgh, Fritton and St. Olaves, Hemsby, Hopton-on-Sea, Martham, Mautby, Ormesby St. Margaret with Scratby, Ormesby St. Michael, Repps with Bastwick, Rollesby, Somerton, Stokesby with Herringby, Thurne, West Caister, Winterton-on-Sea.